# Rudnia (gromada)
Rudnia – dawna gromada, czyli najmniejsza jednostka podziału terytorialnego Polskiej Rzeczypospolitej Ludowej w latach 1954–1972.
Gromady, z gromadzkimi radami narodowymi (GRN) jako organami władzy najniższego stopnia na wsi, funkcjonowały od reformy reorganizującej administrację wiejską przeprowadzonej jesienią 1954 do momentu ich zniesienia z dniem 1 stycznia 1973, tym samym wypierając organizację gminną w latach 1954–1972.
Gromadę Rudnia z siedzibą GRN w Rudni utworzono – jako jedną z 8759 gromad – w powiecie białostockim w woj. białostockim, na mocy uchwały nr 11/V WRN w Białymstoku z dnia 4 października 1954. W skład jednostki weszły obszary dotychczasowych gromad Bołtryki (z Rudnią), Bondary, Bachury i Tanica ze zniesionej gminy Michałowo w tymże powiecie. Dla gromady ustalono 11 członków gromadzkiej rady narodowej.
1 stycznia 1958 gromadę Rudnia zniesiono, włączając jej obszar do gromady Juszkowy Gród.